# 위즐
위즐(영어: Weasel)은 마블 코믹스의 등장인물이다. 본명은 잭 해머(Jack Hammer)로 데드풀의 친구이자 사이드킥, 무기 브로커이다. 1993년 7월 《케이블》 3호에 처음 등장했고, 파비안 니시에사와 조 매더레어라가 공동 창작하였다. 영화 《데드풀》(2016)에서는 T. J. 밀러가 위즐을 연기했다.

## 담당 배우

### 영화
- 데드풀(2016) - T. J. 밀러

## 담당 성우

### 비디오 게임
- 마블 얼티밋 얼라이언스(2006) - 캠 클라크